# Estisch voetbalelftal in 2005
Het Estisch voetbalelftal speelde in totaal twaalf officiële interlands in het jaar 2005, waaronder zeven wedstrijden in de kwalificatiereeks voor de WK-eindronde 2006 in Duitsland. De ploeg stond onder leiding van de Nederlandse bondscoach Jelle Goes, die in het voorafgaande jaar zijn landgenoot Arno Pijpers was opgevolgd. Op de FIFA-wereldranglijst steeg Estland in 2005 van de 80ste (januari 2005) naar de 76ste plaats (december 2005).

## Balans
| Wedstrijden | Wedstrijden | Wedstrijden | Wedstrijden | Doelpunten | Doelpunten | Doelpunten | Punten |
| Gespeeld    | Winst       | Gelijk      | Verlies     | Voor       | Tegen      | Saldo      | Punten |
| ----------- | ----------- | ----------- | ----------- | ---------- | ---------- | ---------- | ------ |
| 12          | 4           | 2           | 6           | 13         | 16         | –3         | 0.833  |

## Interlands
|                                                                 |                                                                |       |         |                                                                                                   |
| 9 februari Vriendschappelijk № 277 «onderlinge duels» 19:00 uur | Venezuela                                                      | 3 – 0 | Estland | Estadio José Pachencho Romero, Maracaibo Toeschouwers: 8.000 Scheidsrechter: Carlos Vásquez (ECU) |
| 9 februari Vriendschappelijk № 277 «onderlinge duels» 19:00 uur | Ricardo Páez 19' Massimo Margiotta 32' Giancarlo Maldonado 81' |       |         | Estadio José Pachencho Romero, Maracaibo Toeschouwers: 8.000 Scheidsrechter: Carlos Vásquez (ECU) |

|                                                             |                 |       |                                     |                                                                                     |
| 26 maart WK-kwalificatie № 278 «onderlinge duels» 17:00 uur | Estland         | 1 – 2 | Slowakije                           | A. Le Coq Arena, Tallinn Toeschouwers: 4.000 Scheidsrechter: Peter Fröjdfeldt (SWE) |
| 26 maart WK-kwalificatie № 278 «onderlinge duels» 17:00 uur | Andres Oper 58' |       | 59' Marek Mintál 66' Ľubomír Reiter | A. Le Coq Arena, Tallinn Toeschouwers: 4.000 Scheidsrechter: Peter Fröjdfeldt (SWE) |

|                                                             |                     |       |                     |                                                                                       |
| 30 maart WK-kwalificatie № 279 «onderlinge duels» 17:00 uur | Estland             | 1 – 1 | Rusland             | A. Le Coq Arena, Tallinn Toeschouwers: 8.850 Scheidsrechter: Gianluca Paparesta (ITA) |
| 30 maart WK-kwalificatie № 279 «onderlinge duels» 17:00 uur | Sergei Terehhov 64' |       | 18' Andrej Arsjavin | A. Le Coq Arena, Tallinn Toeschouwers: 8.850 Scheidsrechter: Gianluca Paparesta (ITA) |

|                                                               |                        |       |                                      |                                                                                |
| 20 april Vriendschappelijk № 280 «onderlinge duels» 17:00 uur | Estland                | 1 – 2 | Noorwegen                            | A. Le Coq Arena, Tallinn Toeschouwers: 4.000 Scheidsrechter: Pieter Vink (NED) |
| 20 april Vriendschappelijk № 280 «onderlinge duels» 17:00 uur | Aleksander Saharov 81' |       | 24' Frode Johnsen 54' Daniel Braaten | A. Le Coq Arena, Tallinn Toeschouwers: 4.000 Scheidsrechter: Pieter Vink (NED) |

|                                                           |                                     |       |               |                                                                                |
| 4 juni WK-kwalificatie № 281 «onderlinge duels» 17:00 uur | Estland                             | 2 – 0 | Liechtenstein | A. Le Coq Arena, Tallinn Toeschouwers: 5.000 Scheidsrechter: Mark Whitby (WAL) |
| 4 juni WK-kwalificatie № 281 «onderlinge duels» 17:00 uur | Andrei Stepanov 27' Andres Oper 57' |       |               | A. Le Coq Arena, Tallinn Toeschouwers: 5.000 Scheidsrechter: Mark Whitby (WAL) |

|                                                           |         |                       |          |                                                                                |
| 8 juni WK-kwalificatie № 282 «onderlinge duels» 19:15 uur | Estland | 0 – 1                 | Portugal | A. Le Coq Arena, Tallinn Toeschouwers: 10.280 Scheidsrechter: Mike Riley (ENG) |
| 8 juni WK-kwalificatie № 282 «onderlinge duels» 19:15 uur |         | 32' Cristiano Ronaldo |          | A. Le Coq Arena, Tallinn Toeschouwers: 10.280 Scheidsrechter: Mike Riley (ENG) |

|                                                                  |                     |       |                       |                                                                                     |
| 17 augustus Vriendschappelijk № 283 «onderlinge duels» 18:00 uur | Estland             | 1 – 0 | Bosnië en Herzegovina | A. Le Coq Arena, Tallinn Toeschouwers: 4.000 Scheidsrechter: Peter Fröjdfeldt (SWE) |
| 17 augustus Vriendschappelijk № 283 «onderlinge duels» 18:00 uur | Kristen Viikmäe 35' |       |                       | A. Le Coq Arena, Tallinn Toeschouwers: 4.000 Scheidsrechter: Peter Fröjdfeldt (SWE) |

|                                                                |                                    |       |                   |                                                                                             |
| 3 september WK-kwalificatie № 284 «onderlinge duels» 17:00 uur | Estland                            | 2 – 1 | Letland           | A. Le Coq Arena, Tallinn Toeschouwers: 8.970 Scheidsrechter: Alberto Undiano Mallenco (ESP) |
| 3 september WK-kwalificatie № 284 «onderlinge duels» 17:00 uur | Andres Oper 11' Maksim Smirnov 70' |       | 90' Juris Laizāns | A. Le Coq Arena, Tallinn Toeschouwers: 8.970 Scheidsrechter: Alberto Undiano Mallenco (ESP) |

|                                                              |                  |       |         |                                                                                   |
| 8 oktober WK-kwalificatie № 285 «onderlinge duels» 17:00 uur | Slowakije        | 1 – 0 | Estland | Tehelné Pole, Bratislava Toeschouwers: 12.837 Scheidsrechter: Paul Allaerts (BEL) |
| 8 oktober WK-kwalificatie № 285 «onderlinge duels» 17:00 uur | Peter Hlinka 76' |       |         | Tehelné Pole, Bratislava Toeschouwers: 12.837 Scheidsrechter: Paul Allaerts (BEL) |

|                                                               |           |                                       |         |                                                                                       |
| 12 oktober WK-kwalificatie № 286 «onderlinge duels» 19:15 uur | Luxemburg | 0 – 2                                 | Estland | Stade Josy Barthel, Luxemburg Toeschouwers: 2.010 Scheidsrechter: Selçuk Dereli (TUR) |
| 12 oktober WK-kwalificatie № 286 «onderlinge duels» 19:15 uur |           | 7' Andres Oper 79' (pen.) Andres Oper |         | Stade Josy Barthel, Luxemburg Toeschouwers: 2.010 Scheidsrechter: Selçuk Dereli (TUR) |

|                                                                  |                                    |       |                                      |                                                                                       |
| 12 november Vriendschappelijk № 287 «onderlinge duels» 16:30 uur | Finland                            | 2 – 2 | Estland                              | Finnair Stadion, Helsinki Toeschouwers: 1.900 Scheidsrechter: Grzegorz Gilewski (POL) |
| 12 november Vriendschappelijk № 287 «onderlinge duels» 16:30 uur | Daniel Sjölund 7' Kari Arkivuo 58' |       | 46' Dmitri Kruglov 79' Joel Lindpere | Finnair Stadion, Helsinki Toeschouwers: 1.900 Scheidsrechter: Grzegorz Gilewski (POL) |

|                                                                  |                                                                |       |                    |                                                                                         |
| 16 november Vriendschappelijk № 288 «onderlinge duels» 20:30 uur | Polen                                                          | 3 – 1 | Estland            | Stadion Sportowy KSZO, Ostrowiec Toeschouwers: 8.500 Scheidsrechter: Jouni Hyytiä (FIN) |
| 16 november Vriendschappelijk № 288 «onderlinge duels» 20:30 uur | Mariusz Lewandowski 8' Sebastian Mila 57' Grzegorz Piechna 87' |       | 68' Ingemar Teever | Stadion Sportowy KSZO, Ostrowiec Toeschouwers: 8.500 Scheidsrechter: Jouni Hyytiä (FIN) |

## FIFA-wereldranglijst
| JAN | FEB | MAR | APR | MEI | JUN | JUL | AUG | SEP | OKT | NOV | DEC |
| --- | --- | --- | --- | --- | --- | --- | --- | --- | --- | --- | --- |
| 80  | 80  | 82  | 82  | 81  | 82  | 82  | 82  | 81  | 81  | 77  | 76  |

## Hõbepall
Sinds 1995 reiken Estische voetbaljournalisten, verenigd in de Eesti Jalgpalliajakirjanike Klubi, jaarlijks een prijs uit aan een speler van de nationale ploeg die het mooiste doelpunt maakt. In het elfde jaar sinds de introductie van de ereprijs ging de Zilveren Bal (Hõbepall) opnieuw naar aanvaller Andres Oper voor zijn treffer in het duel tegen Slowakije, gemaakt op 26 maart. Oper won de prijs eerder in 2001.

## Statistieken
| Artur Kotenko        | 1981-08-20 | Levadia Tallinn   | 11 | 0 | 0 |     |    |
| Mart Poom            | 1972-02-03 | Arsenal           | 1  | 0 | 0 | 102 | 0  |
| Verdediging          |            |                   |    |   |   |     |    |
| Dmitri Kruglov       | 1984-05-24 | Lokomotiv Moskou  | 11 | 1 | 1 |     |    |
| Enar Jääger          | 1984-11-18 | Torpedo Moskou    | 10 | 1 | 0 |     |    |
| Andrei Stepanov      | 1979-03-16 | Torpedo Moskou    | 10 | 0 | 1 | 57  | 1  |
| Taavi Rähn           | 1981-05-16 | Volyn Lutsk       | 6  | 2 | 0 |     |    |
| Teet Allas           | 1977-06-02 | FC Flora Tallinn  | 6  | 0 | 0 |     |    |
| Raio Piiroja         | 1979-07-11 | Fredrikstad FK    | 5  | 1 | 0 |     |    |
| Ragnar Klavan        | 1985-10-30 | Heracles Almelo   | 4  | 4 | 0 | 25  | 0  |
| Urmas Rooba          | 1978-07-08 | FC Kopenhagen     | 4  | 0 | 0 |     |    |
| Alo Bärengrub        | 1984-02-12 | FC Flora Tallinn  | 2  | 0 | 0 |     |    |
| Erko Saviauk         | 1977-10-20 | TVMK Tallinn      | 2  | 0 | 0 |     |    |
| Tihhon Šišov         | 1983-02-11 | Levadia Tallinn   | 0  | 1 | 0 |     |    |
| Middenveld           |            |                   |    |   |   |     |    |
| Sergei Terehhov      | 1975-04-18 | Sjinnik Jaroslavl | 11 | 0 | 1 |     |    |
| Martin Reim          | 1971-05-14 | FC Flora Tallinn  | 7  | 1 | 0 |     |    |
| Joel Lindpere        | 1981-10-05 | FC Flora Tallinn  | 5  | 2 | 1 |     |    |
| Aleksandr Dmitrijev  | 1982-02-18 | Levadia Tallinn   | 5  | 0 | 0 |     |    |
| Maksim Smirnov       | 1979-12-28 | TVMK Tallinn      | 3  | 4 | 1 |     |    |
| Liivo Leetma         | 1977-01-20 | KTP Kotka         | 3  | 0 | 0 |     |    |
| Marko Kristal        | 1973-06-02 | FC Toompea        | 1  | 0 | 0 | 143 | 9  |
| Jürgen Kuresoo       | 1987-02-11 | FC Flora Tallinn  | 0  | 1 | 0 | 1   | 0  |
| Aanval               |            |                   |    |   |   |     |    |
| Andres Oper          | 1977-11-07 | Roda JC           | 9  | 0 | 5 |     |    |
| Kristen Viikmäe      | 1979-02-10 | FC Flora Tallinn  | 9  | 0 | 1 |     |    |
| Tarmo Neemelo        | 1982-02-10 | TVMK Tallinn      | 3  | 4 | 0 | 7   | 0  |
| Ingemar Teever       | 1983-02-24 | TVMK Tallinn      | 2  | 6 | 1 |     |    |
| Vjatšeslav Zahovaiko | 1981-12-29 | FC Flora Tallinn  | 1  | 3 | 0 | 28  | 4  |
| Indrek Zelinski      | 1974-11-13 | Levadia Tallinn   | 1  | 0 | 0 | 101 | 26 |
| Aleksander Saharov   | 1982-04-22 | FC Flora Tallinn  | 0  | 4 | 1 |     |    |

EJL · A-internationals · Bondscoaches · Statistieken · Estisch vrouwenelftal · Olympisch elftal · Estland U21 · Estland U20 · Estland U19 · Estland U18 · Estland U17 · Estland U16
1920 – 1929 ·
1930 – 1939 ·
1940 – 1949 ·
1950 – 1990 · 
1990 – 1999 ·
2000 – 2009 ·
2010 – 2019 ·
2020 − 2029
OS 1924
1920 ·
1921 ·
1922 ·
1923 ·
1924 ·
1925 ·
1926 ·
1927 ·
1928 ·
1929 · 
1930 · 
1931 · 
1932 · 
1933 · 
1934 · 
1935 · 
1936 · 
1937 · 
1938 · 
1939 · 
1940 · 
1941 · 
1942 · 
1943 · 1944 · 
1945 · 
1946 · 
1947 · 
1948 · 
1949 · 
1950 – 1990 · 
1991 · 
1992 · 
1993 · 
1994 · 
1995 · 
1996 · 
1997 · 
1998 · 
1999 · 
2000 · 
2001 · 
2002 · 
2003 · 
2004 · 
2005 · 
2006 · 
2007 · 
2008 · 
2009 · 
2010 · 
2011 · 
2012 · 
2013 · 
2014 · 
2015 · 
2016 ·
2017 ·
2018 ·
2019 ·
2020
Albanië ·
Andorra ·
Angola ·
Antigua en Barbuda ·
Argentinië ·
Armenië ·
Azerbeidzjan ·
België ·
Bosnië-Herzegovina ·
Brazilië ·
Bulgarije ·
Canada ·
Chili ·
China ·
Cyprus ·
Denemarken ·
Duitsland ·
Ecuador ·
Egypte ·
El Salvador ·
Engeland ·
Equatoriaal-Guinea ·
Faeröer ·
Fiji ·
Filipijnen ·
Finland ·
Frankrijk ·
Georgië · 
Gibraltar ·
Griekenland ·
Hongarije ·
Hongkong ·
Ierland ·
IJsland ·
Indonesië ·
Irak ·
Israël ·
Italië ·
Jordanië ·
Kazachstan ·
Kirgizië ·
Kroatië ·
Letland ·
Libanon ·
Liechtenstein ·
Litouwen ·
Luxemburg ·
Malta ·
Marokko ·
Mexico ·
Moldavië ·
Montenegro ·
Nederland ·
Nieuw-Caledonië ·
Nieuw-Zeeland ·
Noord-Ierland ·
Noord-Macedonië ·
Noorwegen ·
Oekraïne ·
Oezbekistan ·
Oman ·
Oostenrijk ·
Polen ·
Portugal ·
Qatar ·
Roemenië ·
Rusland ·
Saint Kitts en Nevis ·
San Marino ·
Saoedi-Arabië ·
Schotland ·
Servië ·
Slovenië ·
Slowakije · 
Spanje ·
Tadzjikistan ·
Thailand ·
Trinidad en Tobago ·
Tsjechië ·
Turkije ·
Turkmenistan ·
Uruguay ·
Vanuatu ·
Venezuela ·
Verenigde Arabische Emiraten ·
Verenigde Staten ·
Vietnam ·
Wales ·
Wit-Rusland ·
Zweden ·
Zwitserland